# Фаррухзад
Фаррухзад (пехл. Farrūkhzādag; перс. فرخزاد‎) — иранский аристократ из дома Испахбудхана и основатель династии Бавандидов, правившей с 651 по 665 год. Первоначально могущественный слуга сасанидского царя Хосрова II (годы правления 591-628), он вместе с несколькими другими могущественными аристократами составили заговор против последнего и положили конец его тираническому правлению. После этого они посадили на трон сына Хосрова Кавада II, правление которого продлилось всего несколько месяцев в 628 году, прежде чем он умер от чумы, а его титул унаследовал его сын Арташир III (годы правления 628–629). Арташир III правил всего лишь год и был убит мятежным бывшим главнокомандующим сасанидской армии (спахбедом) Фарруханом Шахрваразом, узурпировавшим трон.
Эти события сильно ослабили Сасанидскую империю, но к 632 году, когда на престол взошёл внук Хосрова Йездигерд III (годы правления 632–651), порядок был несколько восстановлен. Однако как только наступил мир, Сасанидская империя подверглась вторжению арабов-мусульман, что привело к гибели многих сасанидских ветеранов, включая самого брата Фаррухзада Рустама Фаррохзада. После этого Фаррухзад сменил последнего в качестве спахбеда и лидера фракции Пахлав (Парфия), которая была сформирована их отцом Фаррухом Ормиздом, который был убит в 631 году.
Однако Фаррухзад не смог победить арабов и в 643 году увидев потерю Ктесифона и Спахана. Фаррухзад вместе с Йездигердом III бежал из одного места в другое до тех пор, пока в 650 году Фаррухзад не поднял мятеж против своего короля, который вскоре был убит одним из своих слуг. Позже Фаррухзад стал правителем Табаристана в 651 году и правил регионом до своего убийства в 665 году Валашем — каренидским аристократом, который после этого завоевал его владения.

## Имя
Хотя его настоящее имя было «Фаррухзад» (что означает «сын Фарруха» или «рождённый удачей и счастьем»), в других источниках он также известен под разными другими именами, такими как Хурразад, Зад Фаррух, Зинаби Абу'л- Фаррухан и Бав.

## Семья
Фаррухзад был сыном Фарруха Ормизда — видного аристократа из рода Испабудхана, служившего армейским начальником (спахбедом) государства Шахрестаниха и Эраншахр и Хорасана, и он был одним из генералов, возглавлявших сасанидскую армию во время Персидско-византийской войны, но в 626 году вместе со своим товарищем Фарруханом Шахрваразом восстал против сасанидского царя Хосрова II (годы правления 590–628). У Фаррухзада был один брат по имени Рустам Фаррухзад, который в то время проживал в провинции Адурбадаган.

## Война с византийцами и свержение Хосрова II

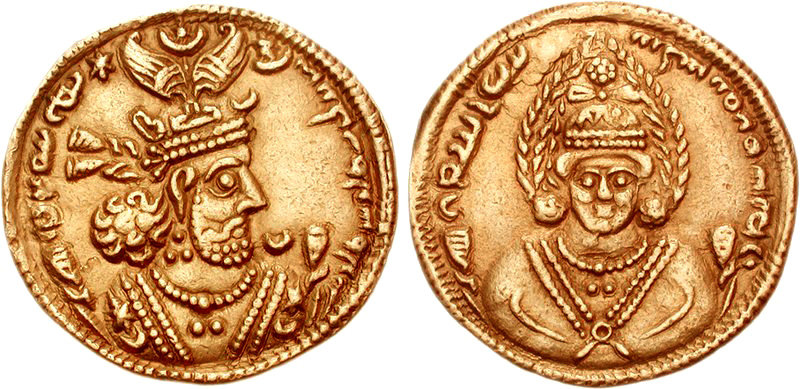
Монета Хосрова II

Фаррухзад впервые упоминается во время правления Хосрова II, когда он занимал высокие посты и, по словам иранского поэта Фирдоуси, был «настолько близок к Хосрову II, что никто не осмелился приблизиться к нему без его разрешения». В 626 году отец и брат Шахрбараза и Фаррухзада восстали. В 627 году Хосров послал Фаррухзада на переговоры с Шахрваразом, который расположился лагерем недалеко от сасанидской столицы Ктесифона. Однако Фаррухзад тайно поднял мятеж против Хосрова и присоединился к Шахрваразу. Затем он призвал оставаться неделимыми и не бояться ярости Хосрова. Более того, он также сказал, что не было вельмож (вузурганов), которые бы его поддержали.
Хосров, однако, начал подозревать Фаррухзада в предательстве, но держал это при себе, так как не хотел ещё больше усугублять сложившуюся ситуацию. В то же время Фаррухзад собирал больше людей, выступавших против Хосрова, чтобы организовать государственный переворот. В 628 году Фаррухзад освободил из тюрьмы старшего сына Хосрова Шируйе и вместе с несколькими феодальными семьями Сасанидской империи захватил Ктесифон и заключил Хосрова в тюрьму. Затем Шируйе был коронован как новый король и стал известен под своим династическим именем «Кавад II».
В число феодальных семей, свергнувших Хосрова, входили:
- Шахрвараз, представлявший дом Мехранов;
- Дом Испахбудхана, представленный Фаррухом Ормиздом и двумя его сыновьями Ростамом Фаррохзадом и Фаррухзадом;
- армянская фракция в лице Варазтироца II Багратуни
- фракция Канаранга, представленная Канадбаком[6].

После этого Кавад II приказал своему визирю (вузург фрамадар) Пирузу Хосрову казнить всех своих братьев и сводных братьев, включая любимого сына Хосрова II и наследника Марданшаха. Три дня спустя Кавад приказал Михру Хормозду казнить своего отца. По соглашению знати Сасанидской империи Кавад затем заключил мир с византийским императором Ираклием. Кроме того, он также забрал всё имущество Фаррухзада и посадил его под арест в Истахре.

## Сасанидская гражданская война
После потери территории, необходимой для мирного договора, озлобленная аристократия начала формировать независимые государства в составе Сасанидской империи, положив начало Сасанидской гражданской войне 628–632 годов. Это разделило ресурсы страны. Кроме того, плотины и каналы пришли в запустение, а в западных провинциях Ирана вспыхнула разрушительная чума, унёсшая жизни половины населения вместе с Кавадом II, которому наследовал его 8-летний сын Арташир III. Тем временем Фаррух Ормизд сформировал фракцию в северном Иране, известную как фракция Парфия (парфянская) — фракция парфян из нескольких семей, которые сплотились под его началом. Однако в то же время Пируз Хосров также сформировал фракцию на юге Ирана, известную как фракция парсигов (персов).
27 апреля 629 г. Арташир III был свергнут и убит Шахрваразом, который затем узурпировал трон. Однако сорок дней спустя Фаррух Хормизд убил его и сделал дочь Хосрова Борандохт новым монархом Сасанидской империи. Затем Боран назначил Фарруха Хормизда министром империи. Однако она была быстро свергнута сыном Шахрвараза Шапур-и-Шахрваразом, которого после недолгого правления сменила Азармедохт, сестра Борандохт. Азармидохт по совету сасанидской знати отозвал Фаррухзада из под ареста и снова пригласила его служить сасанидам. Однако Фаррухзад отклонил приглашение и отказался служить под началом женщины. Затем он удалился в храм огня в Истахре.
В 631 году Фаррух Хормизд, чтобы захватить власть, попросил Азармидохт выйти за него замуж. Не смея отказаться, Азармидохт приказала убить его с помощью Михранидского аристократа Сиявахша, который был внуком Бахрама Чубина, знаменитого спахбеда и недолгое время шахиншаха. Однако вскоре она была убита Ростамом Фаррохзадом, который затем восстановил Борандохт на троне. Позже в 632 году Фаррухзад снова был приглашён служить сасанидам, на этот раз недавно коронованным королем Йездигердом III , который был марионеточным королём брата Фаррухзада, Рустама Фаррухзада. Фаррухзад согласился и ему было возвращено всё его имущество.

## Арабское вторжение в Иран

### Вторжение в западный Иран

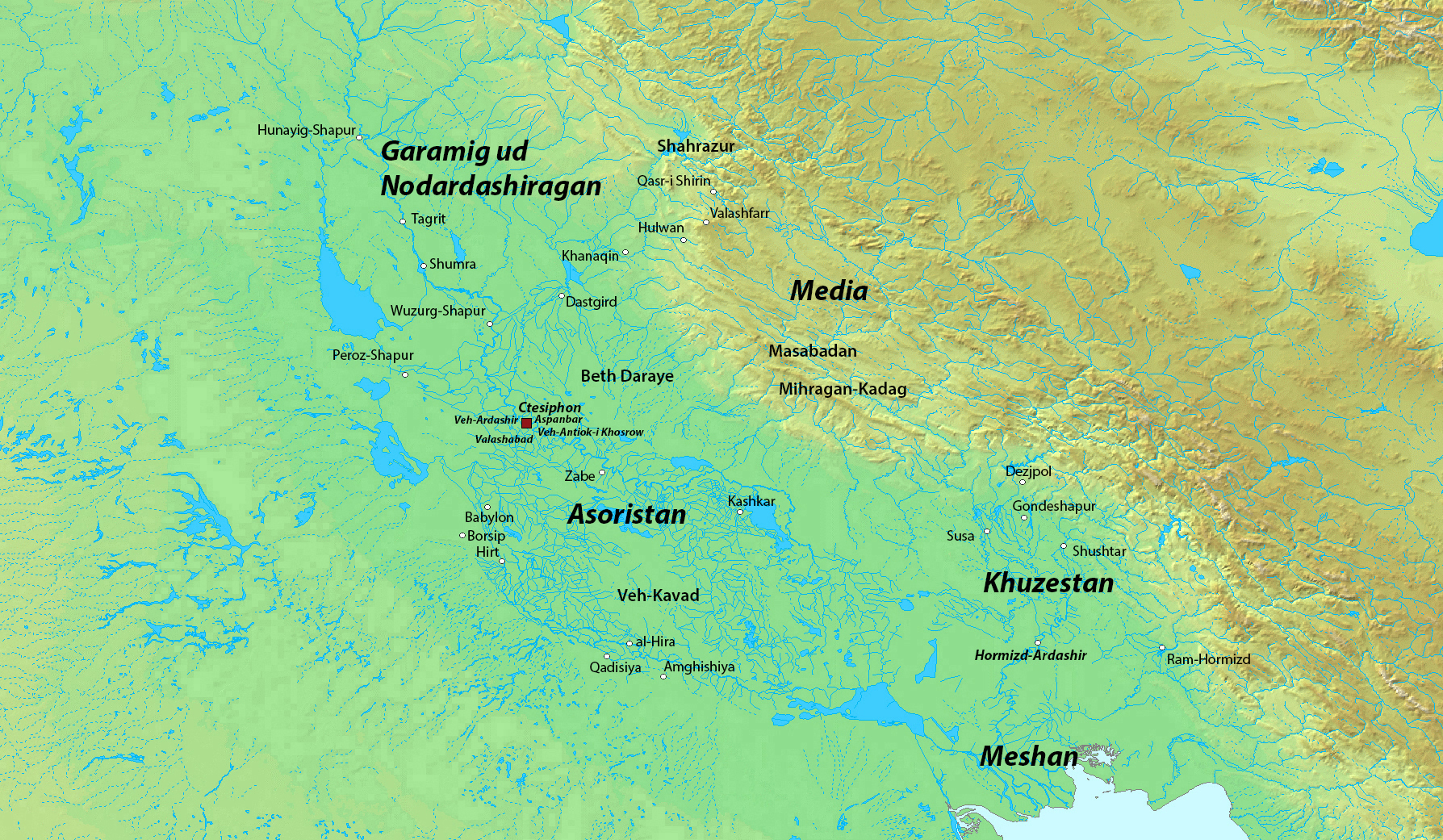
Карта Сасанидской Месопотамии и ее окрестностей

Однако в том же году большинство арабов, объединившихся под знаменем ислама, вторглись в Сасанидскую империю. К 636 году арабы были в Аль-Кадисии, городе недалеко от Ктесифона, что заставило Рустама Фаррухзада принять меры самому. Однако Фаррухзад не смог принять участие, так как занимал должность марзпана (генерала приграничной провинции, «маркграфа») Баласагана — провинции, расположенной далеко от Ктесифона.
Готовясь к встрече с арабами, он написал письмо Фаррухзаду, в котором сказал, что тот должен собрать армию и отправиться в Адурбадагане, напомнив при этом, что Йездигерд III был единственным наследием, оставшимся от сасанидов. Затем Рустам выступил из Ктесифона под командованием крупных сасанидских сил, чтобы противостоять арабам. Битва длилась три дня, в последний день Рустам потерпел поражение и был убит.
После смерти своего брата Фаррухзад сменил его на посту спахбеда Хорасана и Адурбадагана, а также нового лидера семьи Испахбудхан и фракции Пахлав. Затем он собрал армию в Адурбадагане и отправился в Ктесифон, где он был назначен её командующим Йездигердом III, который бежал в Хулван со своим имуществом, семьёй и 1000 слуг. Однако Фаррухзад также бежал в Хулван после небольшого и обескураживающего столкновения с арабами. В 637 году Ктесифон был захвачен арабами. Тем временем Фаррухзад вместе с Йездигердом III, михранидским офицером Михраном Рази, Пирузом Хосровом и Хормузаном выехали из Хулвана в Адурбадаган, но пока они двигались к месту, попали в засаду арабской армии у Джалулы , где потерпели поражение. Михран Рази был убит во время боя, Хормузан бежал в Хузестан, а Пируз Хосров — в Нахаванд. В 642 году арабы захватили Нахаванд и Спахан, убив Пируза Хосрова, включая других сасанидских офицеров, таких как Шахрвараз Джадхуйих и Марданшах . В том же году (или в 643 году) Фаррухзад собрал ещё одну армию вместе со своим сыном Исфандиадом и даиламитским генералом Мутой. Однако они потерпели поражение в деревне Вадж-Руд в Хамадане. Тем временем Йездигерд III бежал в южный Иран и оставался там до 648 года. Неизвестно был ли Фаррухзад с Йездигердом III во время его пребывания в южном Иране.

### Бегство в Хорасан, правление
Около 650 года Йездигерд III вместе с Фаррухзадом прибыли в Хорасан. Затем Йездигерд III назначил Фаррухзада губернатором Мерва и приказал Баразу, сыну Махуи Сури, передать ему абсолютный контроль над городом. Однако Махоэ не повиновался ему. Затем Фаррухзад посоветовал Йездигерду III стать беженцем в Табаристане. Однако Йездигерд III не принял его совета. Позже Фаррухзад поднял мятеж против Йездигерда III и уехал в Рей, чтобы отомстить за своего отца Сиявахшу, который был правителем города. По пути к Рею он встретил своего союзника Канадбака , который участвовал в заговоре против Хосрова II и принимал участие в столкновении Рустама с арабами, но после поражения бежал в Тус, город, входивший в его владения. Затем Фаррухзад продолжил свое путешествие в Рей, но прежде чем добраться до города встретил арабского полководца Нуайма возле Казвина в 651 году, с которым заключил мир.

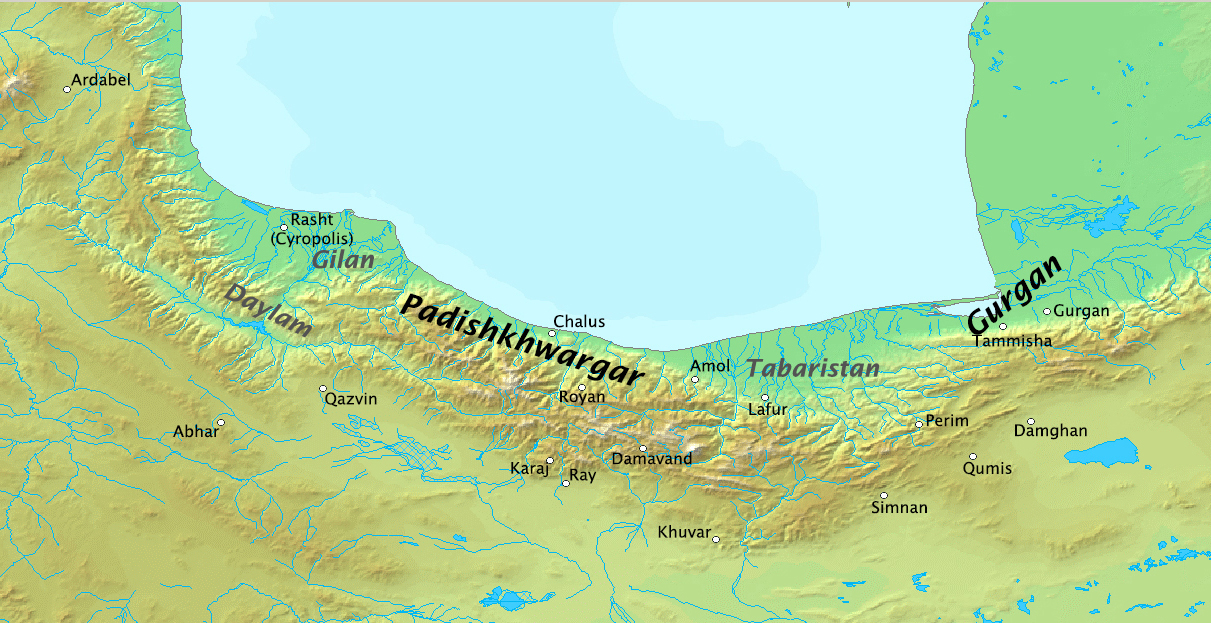
Карта северного Ирана во время арабского вторжения в Иран

Затем он согласился помочь арабам против Сиявахша. Затем объединённые в Испахбудхане арабы вступили в ночной бой против армии Сиявахша у подножия горы недалеко от Рея. Фаррухзад повёл часть конницы Нуайма малоизвестным путём в город, откуда они атаковали тыл армии Михранидов, вызвав большое кровопролитие. Армия Сиявахша в конце концов потерпела поражение, а он сам был убит. Чтобы подать пример, Нуайм затем приказал разрушить аристократический квартал Рей. Однако позже город был восстановлен Фаррухзадом, который стал правителем Рея.
Затем Фаррухзад отправился в Табаристан, но по прибытии он услышал о смерти Йездигерда по приказу Махо Сури, который заставил его сбрить волосы и жить монахом в храме огня в Кусане. Когда арабы вторглись в Табаристан, местные жители попросили Фаррухзада стать их королём, что он с радостью принял и что ознаменовало основание династии Бавандов. Затем он собрал армию, разбил арабов и заключил с ними мирный договор. Фаррухзад мирно правил Табаристаном, включая некоторые части Абаршахра, в течение 14 лет, пока он не был убит около 665 года каренидским дворянином по имени Валаш, чья семья находилась в состоянии войны с семьёй Фаррухзада..
После смерти Фаррухзада его сын Сурхаб I бежал в крепость Испахбудхан / Баванд под названием Кула. Позже в 673 году Сурхаб отомстил за своего отца, убив Валаша, а затем отвоевал царство своего отца. После этого он короновал себя как испахбад (правитель) династии Бавандов в своей столице в Периме.